# Pauline Bremer
Pauline-Marie Bremer (Ossenfeld, 1996. április 10. –) német válogatott női labdarúgó, a VfL Wolfsburg játékosa.

## Pályafutása

### Klubcsapat
Pályafutását az SVG Göttingen 07 csapatában kezdte, majd innen került az 1. FFC Turbine Potsdam-hoz. 2012. december 2-án az FSV Gütersloh 2009 ellen debütált a női Bundesligában. A szezont a bajnokságban a második helyen fejezték be, majd a következő idényben lecsúsztak a dobogó alsó fokára.
2015 júniusában bejelentették, hogy a francia Olympique Lyon csapatának lesz játékosa két évre. Szerződése lejártával 2017 nyarán csatlakozott az angol Manchester City csapatához, Lucy Bronze pedig a franciákhoz került.
2020 februárjában jelentették be, hogy a szezon végén elhagyja a klubot és a német VfL Wolfsburg csapatához szerződik.

### Válogatott
Végigjárta a korosztályos válogatottakat, majd részt vett a 2012-es U17-es női labdarúgó-Európa-bajnokságon, ahonnan aranyérmesként térhetett haza.
A 2013-as U19-es női labdarúgó-Európa-bajnokságon bronzérmesként fejezték be a tornát és 6 góllal gólkirálynő lett. Az első csoportmérkőzésen a Norvégok ellen mesterhármast szerzett az 5–0-ra megnyert mérkőzésen.
Az U20-as válogatottal 2014-ben korosztályos világbajnokságot nyert és 5 góljával, csapattársával Sara Däbritz-el egyetemben ezüstcipős lett.
A felnőtt válogatott tagjaként a 2015-ös női labdarúgó-világbajnokságon képviseltethette magát. Az elődöntőben az amerikai válogatottól kaptak ki 2–0-ra.
2015. szeptember 18-án mesterhármast szerzett a magyar női labdarúgó-válogatott ellen 12–0-ra megnyert mérkőzésen.

## Statisztika
2017. június 2.
| Klub               | Szezon           | Bajnokság | Bajnokság | Kupa  | Kupa  | Nemzetközi | Nemzetközi | Összesen | Összesen |
| Klub               | Szezon           | Mérk.     | Gólok     | Mérk. | Gólok | Mérk.      | Gólok      | Mérk.    | Gólok    |
| ------------------ | ---------------- | --------- | --------- | ----- | ----- | ---------- | ---------- | -------- | -------- |
| Turbine Potsdam    | 2012–13          | 11        | 3         | 2     | 1     | 0          | 0          | 13       | 4        |
| Turbine Potsdam    | 2013–14          | 20        | 7         | 1     | 0     | 8          | 1          | 29       | 8        |
| Turbine Potsdam    | 2014–15          | 17        | 4         | 4     | 8     | 0          | 0          | 21       | 12       |
| Turbine Potsdam    | Összesen         | 48        | 14        | 7     | 9     | 8          | 1          | 63       | 24       |
| Olympique Lyonnais | 2015–16          | 10        | 5         | 3     | 0     | 7          | 2          | 20       | 7        |
| Olympique Lyonnais | 2016–17          | 18        | 4         | 2     | 4     | 7          | 0          | 27       | 4        |
| Olympique Lyonnais | Összesen         | 28        | 9         | 5     | 4     | 14         | 2          | 47       | 17       |
| Karrier összesen   | Karrier összesen | 76        | 23        | 12    | 13    | 22         | 3          | 110      | 40       |

## Sikerei, díjai

### Klub
- Olympique Lyonnais
  - D1 Féminine: 2015–16, 2016–17
  - Francia kupa: 2015–16, 2016–17
  - UEFA Női Bajnokok Ligája: 2015–16, 2016–17

### Válogatott
- Németország U17
  - U17-es női labdarúgó-Európa-bajnokság: 2009
- Németország U19
  - U19-es női labdarúgó-Európa-bajnokság bronzérmes: 2013
- Németország U20
  - U20-as női labdarúgó-világbajnokság: 2014

## Egyéni
- U20-as női labdarúgó-világbajnokság ezüstcipős: 2014
- U19-es női labdarúgó-Európa-bajnokság gólkirálynő: 2013
- Fritz Walter-medál arany: 2015
- Fritz Walter-medál ezüst: 2014